# Campeonato de Futebol de Curaçau
A primeira divisão do Campeonato de Futebol de Curaçau também conhecido como Curaçao Promé Divishon e Liga MCB 1ª Divisão por motivos de patrocínio, é a liga de futebol de primeira divisão e a única liga semi-profissional em Curaçau, país constituinte do Reino dos Países Baixos. Até 2010, as duas principais equipes dessa competição competiram no Campeonato Antilhano de Futebol. Após a dissolução do país, Curaçau tornou-se o sucessor das Antilhas Holandesas na CONCACAF. As equipes campeãs se classificam para o CONCACAF Caribbean Club Shield. As equipes que terminarem na parte inferior da tabela da liga terão que competir com as duas melhores equipes do Sekshon Amatùr , o 2º nível de futebol em Curaçau, valendo vaga na primeira divisão.

## Campeões
- 1921 : CVV Sparta
- 1921–22 : MVC Juliana
- 1922–23 : CVV Sparta
- 1924–25 : CVV Sparta
- 1925–26 : CRKSV Jong Holland
- 1926–27 : Dutch Football Club
- 1928 : CRKSV Jong Holland
- 1929 : SOV Asiento
- 1930 : SOV Asiento
- 1931 : CVV Volharding
- 1932 : CRKSV Jong Holland
- 1933 : VV Transvaal
- 1934–35 : SOV Asiento
- 1935–36 : CRKSV Jong Holland
- 1936–37 : SV Racing Club Curaçao
- 1937–38 : CRKSV Jong Holland
- 1938–39 : SV SUBT
- 1939–40 : CRKSV Jong Holland
- 1940–42 : SV SUBT
- 1942–43 : Sportclub Independiente
- 1943–44 : CRKSV Jong Holland
- 1944–46 : SV SUBT
- 1946–47 : SV SUBT
- 1947–48 : SV SUBT
- 1948–49 : não realizado
- 1949–50 : CRKSV Jong Holland
- 1950 : SV SUBT
- 1951 : SV SUBT
- 1952 : CRKSV Jong Holland
- 1953–54 : SV SUBT
- 1954–55 : SV SUBT
- 1955–56 : SV SUBT
- 1956 : SV SUBT
- 1957 : não realizado
- 1958–59 : SV SUBT
- 1959–60 : CRKSV Jong Holland
- 1960–61 : RKVFC Sithoc (Mahuma)
- 1961–62 : RKVFC Sithoc (Mahuma)
- 1962–63 : FC Veendam
- 1963–64 : CRKSV Jong Colombia (Boca Samí)
- 1964–65 : RKSV Scherpenheuvel
- 1965–66 : CRKSV Jong Colombia (Boca Samí)
- 1966–67 : CRKSV Jong Colombia (Boca Samí)
- 1967–68 : CRKSV Jong Colombia (Boca Samí)
- 1968–69 : RKSV Scherpenheuvel
- 1969–70 : CRKSV Jong Colombia (Boca Samí)
- 1970–71 : not held
- 1971–72 : SV SUBT
- 1973 : CRKSV Jong Colombia (Boca Samí)

### Sekshon Pagá
- 1974–75 : CRKSV Jong Colombia (Boca Samí)
- 1975–76 : SV SUBT
- 1976–77 : CRKSV Jong Holland
- 1977–78 : SV SUBT
- 1978–79 : CRKSV Jong Colombia (Boca Samí)
- 1979–80 : SV SUBT
- 1980 : SV SUBT
- 1981 : CRKSV Jong Holland
- 1982 : SV SUBT
- 1983 : SV SUBT
- 1984 : SV SUBT
- 1985 : SV SUBT
- 1986 : RKVFC Sithoc (Mahuma)
- 1987 : RKSVC Dominguito
- 1988 : CRKSV Jong Colombia
- 1989 : RKVFC Sithoc
- 1990–91 : RKVFC Sithoc
- 1991 : RKVFC Sithoc
- 1992 : RKVFC Sithoc
- 1993 : RKVFC Sithoc
- 1994 : CRKSV Jong Colombia
- 1995–96 : RKVFC Sithoc
- 1996 : UNDEBA
- 1997 : UNDEBA
- 1998–99 : CRKSV Jong Holland
- 2000 : CRKSV Jong Colombia
- 2001–02 : CSD Barber
- 2002–03 : CSD Barber
- 2003–04 : CSD Barber
- 2004–05 : CSD Barber
- 2005–06 : UNDEBA
- 2006–07 : CSD Barber
- 2007–08 : UNDEBA
- 2009 : SV Hubentut Fortuna
- 2009–10 : SV Hubentut Fortuna
- 2010–11 : SV Hubentut Fortuna
- 2012 : RKSV Centro Dominguito
- 2013 : RKSV Centro Dominguito
- 2014 : CSD Barber
- 2015: RKSV Centro Dominguito

### Promé Divishon
- 2016: RKSV Centro Dominguito
- 2017: RKSV Centro Dominguito
- 2017–18: CRKSV Jong Holland
- 2018–19: S.V. Vesta
- 2019–20: RKSV Scherpenheuvel
- 2021: CRKSV Jong Holland
- 2022: CRKSV Jong Holland